# Can Lledó (Teià)
Can Lledó és una obra del municipi de Teià (Maresme) inclosa en l'Inventari del Patrimoni Arquitectònic de Catalunya.

## Descripció
Masia del segle XIV amb transformacions successives que no han malmès el seu caràcter inicial. És de planta rectangular amb una teulada de dues vessants i el carener perpendicular a la façana principal. Pràcticament tot l'interès recau en la porta central, d'arc de mig punt adovellat, i en els dos finestrals gòtics del primer pis, ambdós amb arcs de tipus conopial i lobulats, amb cimacis esculpits (motius vegetals i rostres humans), brancals de carreus tallats i polits i llindar de pedra motllurat. El tercer finestral del pis també conserva un llindar com els descrits.
Al mig dels dos finestrals d'estil gòtic es conserva un rellotge de sol amb decoració pintada.
Fa uns anys es va reconstruir la teulada tot suprimint la volada de la cornisa.

## Història
El cognom Lladó és un dels més antics del poble de Teià i sembla entroncat a aquesta masia des de temps immemorials, donat que en el cens de 1515 ja hi ha constància de la seva existència.
Els anys 1689 a 1692 va ser batlle de Teià Gabriel Lladó Bonach, qui va ser també l’últim jurat de Teià, en perdre Catalunya les seves institucions de govern local amb l'entrada de Felip V l’any 1714.